# Kalitva
Kalitva (rusky Калитва) je řeka v Rostovské oblasti Ruska. Je dlouhá 308 km. Povodí má rozlohu 10 600 km². Také se nazývá Bílá Kalitva (rusky Белая Калитва) nebo Velká Kalitva (rusky Большая Калитва).

## Průběh toku
Pramení na Donské grjadě. Ústí zleva do Severního Doňce (povodí Donu).

### Větší přítoky
- zleva – Olchovaja, Bolšaja, Berjozovaja

## Vodní režim
Zdrojem vody jsou převážně sněhové srážky.

## Využití
Na dolním toku je možná vodní doprava. Při ústí řeky leží město Bělaja Kalitva.